# カヴァッリーノ＝トレポルティ
カヴァッリーノ＝トレポルティ（伊: Cavallino-Treporti）は、イタリア共和国ヴェネト州ヴェネツィア県にある、人口約13,000人の基礎自治体（コムーネ）。

## 地理

### 位置・広がり・地勢
コムーネの領域は半島になっていて、ヴェネトの潟とアドリア海を隔てている。
ピアーヴェ川の古い川床に沿って流れているシーレ川(Sile)は、北東部でイェーゾロとの境界を分けている。
コムーネの役場はカ・サーヴィオ(Ca'Savio)にある。

#### 隣接コムーネ
隣接するコムーネは以下の通り。
- イェーゾロ
- ヴェネツィア

### 地震分類
イタリアの地震リスク階級 (it) では、zona 3 (sismicità bassa) に分類される。

## 歴史
住民投票の結果州法が改正され、1999年にヴェネツィア市から分離して成立した。

## 行政

### 分離集落
カヴァッリーノ＝トレポルティには以下の分離集落（フラツィオーネ）がある。
- Ca' Ballarin, Ca' Pasquali, Ca' Savio (sede comunale), Ca' di Valle, Ca' Vio, Cavallino, Lio Grando, Lio Piccolo, Mesole, Punta Sabbioni, Saccagnana, Treporti